# Кіллівалаван
Кіллівалаван — один з тамільських царів з ранніх Чола.